# Przemysław Kwiatkowski
Przemysław Kwiatkowski (ur. 9 sierpnia 1978) – polski duchowny katolicki, prezbiter, doktor nauk teologicznych w zakresie teologii moralnej, specjalizuje się w teologii duchowości, katolickiej nauce społecznej i naukach o rodzinie, rektor Prymasowskiego Wyższego Seminarium Duchownego w Gnieźnie. Od 3 września 2020 sekretarz Konferencji Wyższych Seminariów Duchownych Diecezjalnych i Zakonnych, w latach 2022–2023 przewodniczący zarządu tej Konferencji. Kanonik gremialny Kapituły Prymasowskiej, od 24 czerwca 2024 proboszcz parafii katedralnej przy Bazylice Prymasowskiej pw. Wniebowzięcia NMP w Gnieźnie.   

## Życiorys
7 czerwca 2003 roku otrzymał święcenia kapłańskie. 8 września 2016 roku abp Wojciech Polak mianował go rektorem gnieźnieńskiego seminarium duchownego.
W 2010 roku obronił z wyróżnieniem doktorat na Papieskim Instytucie Jana Pawła II dla Studiów nad Małżeństwem i Rodziną przy Papieskim Uniwersytecie Laterańskim w Rzymie. W latach 2011–2019 był profesorem teologii duchowości i katolickiej nauki społecznej na Papieskim Instytucie Jana Pawła II dla Studiów nad Małżeństwem i Rodziną w Rzymie i sekretarzem Katedry im. Karola Wojtyły tegoż Instytutu. W latach 2010–2014 był odpowiedzialny za przygotowanie i koordynację studiów podyplomowych z zakresu seksualności i płodności małżeńskiej rzymskiego Instytutu Jana Pawła II oraz Wydziału Medycyny Katolickiego Uniwersytetu Najświętszego Serca. Jest pomysłodawcą, tłumaczem i redaktorem włosko-polskiej edycji dzieł zebranych Karola Wojtyły na temat ludzkiej miłości, małżeństwa i rodziny. Jest zaangażowany w duszpasterstwo rodzin i stałą formację osób duchownych, prowadzonych wspólnie z wspólnotami i ruchami chrześcijańskimi oraz Konferencją Episkopatu Włoch i Konferencją Episkopatu Polski. Bierze udział we włoskiej i polskiej edycji projektu Misterogrande. Ukończył również studia podyplomowe dla wychowawców seminaryjnych na Papieskim Uniwersytecie Świętego Krzyża w Rzymie. Od roku 2014 pełnił funkcję sekretarza Prymasa Polski, z której w roku 2016 został zwolniony i mianowany Rektorem Prymasowskiego Wyższego Seminarium Duchownego w Gnieźnie. W latach 2016–2023 był Prezesem zarządu Fundacji św. Wojciecha-Adalberta. W latach 2020–2022 r. był Sekretarzem, a w latach 2022–2023 Przewodniczącym Zarządu Konferencji Rektorów Wyższych Seminariów Duchownych Diecezjalnych i Zakonnych w Polsce oraz konsultorem Komisji Duchowieństwa KEP. 
1 lipca 2023 został odwołany z funkcji rektora gnieźnieńskiego seminarium duchownego. W tym samym dniu przyjął nominację na funkcję przewodniczącego Wydziału Duszpasterskiego Kurii Metropolitalnej archidiecezji gnieźnieńskiej. Od 21 listopada 2023 r. jest konsultorem Rady ds. Rodziny KEP.        
31 maja 2024 mianowany proboszczem parafii katedralnej przy Bazylice prymasowskiej pw. Wniebowzięcia NMP w Gnieźnie.        